# The Donna Summer Anthology
The Donna Summer Anthology è una raccolta della cantautrice statunitense Donna Summer pubblicata nel 1993 con l'etichetta PolyGram Records.

## Descrizione
Il disco contiene i maggiori successi dell'artista registrati tra il 1975 e il 1991, oltre ad alcuni brani inediti, come alcune tracce da I'm a Rainbow, album registrato nel 1981 ma pubblicato solo nel 1996.
| Recensione | Giudizio |
| ---------- | -------- |
| AllMusic   |          |

## Tracce
Disco 1
1. Love to Love You Baby – 3:21 (Pete Bellotte, Giorgio Moroder, Donna Summer)
2. Could It Be Magic – 3:54 (Anderson, Barry Manilow)
3. Try Me, I Know We Can Make It – 4:46 (Bellotte, Moroder, Summer)
4. Spring Affair – 4:02 (Bellotte, Moroder, Summer)
5. Love's Unkind – 4:26 (Bellotte, Moroder, Summer)
6. I Feel Love – 5:51 (Bellotte, Moroder, Summer)
7. Once Upon a Time – 4:00 (Bellotte, Moroder, Summer)
8. Rumour Has It – 4:54 (Bellotte, Moroder, Summer)
9. I Love You – 4:41 (Bellotte, Moroder, Summer)
10. Last Dance – 4:57 (Paul Jabara)
11. MacArthur Park – 6:25 (Jimmy Webb)
12. Heaven Knows – 3:52 (Bellotte, Mathieson, Moroder, Summer) – con Brooklyn Dreams
13. Hot Stuff – 6:46 (Bellotte, Faltermeyer, Forsey)
14. Bad Girls – 4:56 (Esposito, Hokenson, Bruce Sudano, Summer)
15. Dim All the Lights – 4:23 (Summer)
16. Sunset People – 6:24 (Bellotte, Faltermeyer, Forsey)

Durata totale: 77:38
Disco 2
1. No More Tears (Enough Is Enough) – 4:41 (Jabara, Bruce Roberts) – con Barbra Streisand
2. On the Radio – 5:50 (Moroder, Summer)
3. The Wanderer – 3:45 (Moroder, Summer)
4. Cold Love – 3:38 (Bellotte, Faltermeyer, Forsey)
5. I'm a Rainbow – 4:04 (Sudano)
6. Don't Cry for Me, Argentina – 4:20 (Andrew Lloyd Webber, Tim Rice)
7. Love Is in Control (Finger on the Trigger) – 4:19 (Quincy Jones, Merria Ross, Rod Temperton)
8. State of Independence – 5:49 (Anderson, Vangelis)
9. She Works Hard for the Money – 5:18 (Omartian, Summer)
10. Unconditional Love – 4:41 (Omartian, Summer)
11. There Goes My Baby – 4:06 (Nelson, Patterson, Treadwell)
12. Supernatural Love – 3:34 (Omartian, Sudano, Summer)
13. All Systems Go – 4:10 (Faltermeyer, Summer)
14. This Time I Know It's for Real – 3:36 (Stock, Aitken, Waterman, Summer)
15. I Don't Wanna Get Hurt – 3:26 (Stock, Aitken, Waterman)
16. When Love Cries – 5:14 (Diamond, Henley, Nelson, Smith, Summer)
17. Friends Unknown – 3:44 (Diamond, Smith, Smith, Summer)
18. Carry On – 3:41 (Moroder, Waters)

Durata totale: 77:56